# Børneorm
Børneorm er en infektion med rundormen Enterobius vermicularis, tidligere Oxyuris v., og er den almindeligste ormeinfektion i Danmark. Ormene er 1-2 cm lange og hvide, og ligner små stykker hvid sytråd, der bevæger sig. De lever i tarmen hos mennesker.
Det hyppigste symptom på børneorm er analkløe, der er mest viser sig om natten.
Hos piger og kvinder kan børneorm sprede sig til vagina og forårsage vaginitis (skedekatar) og i sjældne tilfælde endometrit (infektion af livmoderslimhinden). En del smittede udvikler gentagne infektioner, der kan være meget behandlingsresistente. Infektionen forsvinder dog ofte af sig selv efter nogle år.
Smitte sker alene fra menneske til menneske. I tyndtarmen klækkes æggene, og larverne udvikler sig gennem flere stadier til voksne orm, der sætter sig fast i tyktarmens slimhinde, hvor der sker en kønnet formering. Den gravide hun vandrer udenfor anus om natten, hvor hver hun kan lægge op til 20.000 æg. Børneorms hele livscyklus tager 2-6 uger.
Efter æggene er lagt, danner de sporer efter omkring 6 timer, hvis temperaturen er mellem 15 °C og 40 °C. Herefter kan de smitte næste vært eller smitte samme vært en gang til. Den intense analkløe gør, at der ofte sætter sig æg under fingerneglene, der herefter ubevidst føres op til munden under søvnen. Sporulerede æg er stabile i miljøet, hvor de kan holde sig levende i op til 2 uger og kan smitte gennem inhaleret støv. En bolig kan derfor hurtigt forurenes med æg, og smitten kan således spredes til resten af husstanden. Håndtering af sengetøj fra personer smittet med børneorm er en klar smitterisiko, idet æggene kan findes i støv og kan inhaleres. Gennem luften kan mad og legetøj forurenes med æg.
Børneorm forekommer hyppigst hos børn, men kan ses hos alle aldersgrupper og tilfælde uden ovenstående symptomer er sandsynligvis almindelige.
Diagnose stilles ved undersøgelse af et analtryk for ormeæg. Den såkaldte ”scotch-tape”-prøve er sædvanligvis diagnostisk. Ofte observeres orme omkring et barns anus eller i fæces.
Til behandling af børneorm benyttes ofte Mebendazol (Vermox). Hele husstanden bør behandles og behandlingen bør gentages efter 2 uger.
Smittede personer bør tage bad om morgenen for at fjerne så mange æg fra endetarmsåbningen som muligt. Hyppig skift af sengetøj og undertøj foreslås sammen med mebendazolbehandling, især i perioden 7.-10. dag efter en behandling. Det er vigtigt at vasketøj behandles således, at der ikke spredes æg i resten af boligen. Herudover foreslås det, at man klipper neglene på smittede personer, og at de bærer bomuldshandsker om natten, hyppig grundig rengøring især af soverum, undgå at støv kan forurene mad og undgå at spise i soveværelset.